# 大巴爾卡
46°33′41″N 30°36′11″E / 46.56139°N 30.60306°E
大巴爾卡（烏克蘭語：Велика Балка）是位於烏克蘭西南部的村莊，由敖德萨州敖德萨区的內魯拜斯凱市鎮負責管轄。該村始建於1800年，面積2.98平方公里，海拔高度52米，2001年人口1,212，人口密度每平方公里406.71人。